# Oito Veado

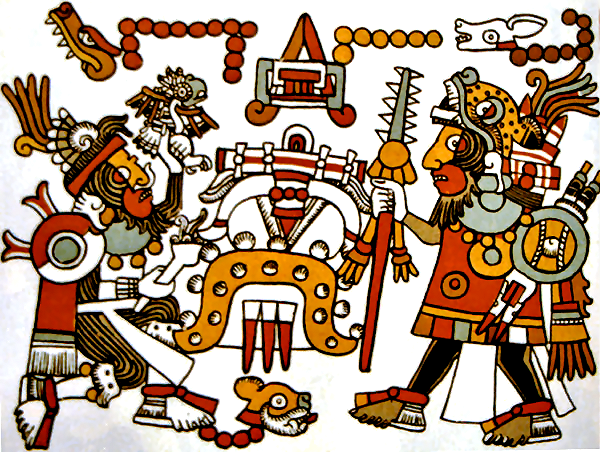
Oito Veado (à direita na imagem, com o seu nome calendárico sobre ele), segundo aparece representado no Códice Nuttall

Oito Veado Garra de Jaguar (em língua mixteca Iya Nacuaa Teyusi Ñaña; 1063 — 1115)  foi um cacique mixteca do século XI. Sendo senhor de Tututepec, deu início a um processo expansionista desde essa povoação localizada na Mixteca da Costa, que levou a enfrentar a sua família e inimigos para pôr sob o seu controle uma ampla região, incluído o importante senhorio de Tilantongo, na Mixteca Alta de Oaxaca. A história militar de Oito Veado é conhecida graças aos códices mixtecas pré-colombianos que sobreviveram à Conquista do México. Nasceu em 1063, e viveu cinquenta e dois anos, até a sua morte por sacrifício em 1115.

## Oito Veado nas fontes pré-colombianas
A reputação deste personagem como um grande político e estrategista militar deu-lhe um status legendário entre os mixtecas e, em alguns aspectos, a sua biografia, tal e qual aparece nos códices pré-colombianos, parece misturar-se com a lenda. Adicionalmente, o conhecimento atual da vida de Oito Veado é resultado da comparação dos diversos códices mixtecas disponíveis. Embora muito se teha avançado na decodificação da escrita mixteca, continua sendo complicado estabelecer uma interpretação definitiva dos códices dessa cultura. No seu estado atual, a história de Oito Veado assemelha o relato trágico da vida de um homem de grande relevância, mas que caiu em desgraça por causa da sua própria ambição de poder. A seguinte biografia de Oito Veado é baseada na interpretação de John Pohl.

## Biografia
Nascido na data do calendário mixteca que indica o seu nome, Oito Veado foi filho de Cinco Lagarto-Sol de Chuva, sacerdote do prestigioso templo de Tilantongo. A sua mãe foi a Senhora Nove Águia-Flor do Cacau, de Tecamachalco. Teve como irmãos a Doze Terremoto-Jaguar Sangrento e a Nove Flor-Flecha de Tabaco Ardendo. Os irmãos de Oito Veado também foram os seus companheiros nas campanhas militares que empreendeu por toda a Mixteca. Também tinha uma média irmã, de nome Seis Lagartixa-Leque de Jade, que foi primeira esposa de Doze Terramoto. A segunda esposa de Doze Terramoto foi Seis Macaco—Quexquémitle de Guerra. Não se sabe com certeza o tipo de relação que mantinham Seis Macaco e Oito Veado, embora no Códice Nuttall apareçam entregando uma oferenda no templo de Nove Erva, deusa mixteca da morte. O que sim se sabe é que ao passar o tempo, Seis Macaco casou-se com Onze Vento-Jaguar Sangrante, senhor de Vulto de Xipe, localidade cuja situação não se conhece com certeza. O casal real de Vulto de Xipe tinha direito ao trono de Tilantongo, e foram os principais rivais políticos de Oito Veado.
De acordo com o Códice Nuttall, Oito Veado e os seus aliados conquistaram 94 cidades na Mixteca, unificando os pequenos Estados sob o poder do senhorio de Tilantongo. Foi o único rei mixteca que pôde unir sob o seu controle as três Mixtecas, dominando os principais centros políticos de cada região: na Mixteca Alta, Tilantongo; na Mixteca da Costa, Tututepec; e Teozaqualco na Mixteca Baixa. Estabeleceu uma aliança com o senhor Quatro Jaguar, de uma importante cidade chamada Lugar dos Tules. Pensava-se que esta cidade poderia ser Tollan-Xicocotitlan e que Quatro Jaguar-Cara de Noite deveria ser Ce Ácatle Topiltzin Quetzalcóatle, pois Quatro Pé é o nome calendárico da Serpente Emplumada. Contudo, as mais recentes interpretações parecem apontar para que esta Tollan dos códices mixtecas seja Tollan-Chollollan, no Vale de Puebla-Tlaxcala. A aliança entre Oito Veado e Quatro Pe foi selada com a imposição de um bezote de turquesa por parte do segundo ao primeiro, o que lhe conferia um símbolo de autoridade real tolteca.
Os códices mixtecas também assinalam que Oito Veado casou-se em várias ocasiões, o que parece ter sido parte da sua estratégia política de consolidação de alianças. Uma das suas esposas foi a sua sobrinha Treze Serpente, filha de Seis Lagartixa. Em 1101, Vulto de Xipe caiu finalmente em poder de Oito Veado, que ordenou o assassinato de Onze Vento e o sacrifício dos seus filhos. Em 1115, Quatro Vento, filho de Doze Terramoto e Seis Macaco encabeçou uma aliança de senhorios mixtecas contra de Oito Veado, ao que tomou prisioneiro e depois deu morte por sacrifício.